# N-Vektor-Modell
Das n-Vektor-Modell oder auch O(n)-Modell ist ein Modell der statistischen Physik. Es handelt sich dabei um ein stark vereinfachtes (oder effektives) Modell zur Beschreibung von Phasenübergängen, kritischem Verhalten und Magnetismus.

## Klassische Formulierung
Im Modell sind (klassische) Spins {\displaystyle {\vec {S}}} mit n Komponenten auf den Gitterpunkten eines Kristallgitters platziert. In der ursprünglichen Formulierung des Modells von H. E. Stanley aus dem Jahre 1968 wechselwirken dabei lediglich die am nächsten benachbarten Spins {\displaystyle {\vec {S}}_{i}} und {\displaystyle {\vec {S}}_{j}} miteinander (nächste Nachbar-Wechselwirkung), und die Spins besitzen Einheitslänge. Die Hamilton-Funktion ist gegeben als:
{\displaystyle H=-J\sum _{\langle i,j\rangle }{\vec {S}}_{i}\cdot {\vec {S}}_{j}}
mit der Kopplungskonstante {\displaystyle J}.
Die Spins besitzen die Dimension {\displaystyle n}, das Kristallgitter kann aber eine davon unterschiedliche Dimension {\displaystyle d} besitzen.
Das {\displaystyle n}-Vektor-Modell enthält als Spezialfälle folgende intensiv untersuchte Modelle der statistischen Physik, in denen auch die Diskussion des Modells am besten geschieht:
{\displaystyle n=0} – Self-Avoiding Walks (SAW)
{\displaystyle n=1} – das Ising-Modell
{\displaystyle n=2} – das (klassische) XY-Modell
{\displaystyle n=3} – das (klassische) Heisenberg-Modell.

### Verallgemeinerungen
Eine übliche Verallgemeinerung des Modells in allen Spezialfällen ist, nicht nur die Wechselwirkung der nächsten Nachbarn zu betrachten, sondern auch die Wechselwirkungen zwischen weiter entfernten Nachbarn. Dabei kann auch die Kopplungskonstante vom Ort abhängen. Der Hamiltonian ist dann gegeben als:
{\displaystyle H=\sum _{i,j}J_{ij}{\vec {S}}_{i}\cdot {\vec {S}}_{j}\qquad i,j:\,\mathrm {Gitterpl{\ddot {a}}tze} }
Weitere Verallgemeinerungen sind in den jeweiligen Spezialfällen angegeben.

## Quantenmechanische Formulierung
In der quantenmechanischen Formulierung betrachtet man nicht mehr klassische, sondern quantenmechanische Spins, ausgedrückt über Spinoperatoren. Einer der Hauptunterschiede zwischen ihnen besteht darin, dass die Spinoperatoren in verschiedenen Dimensionen {\displaystyle n} nicht mehr vertauschen (kommutieren). Die Spezialfälle des {\displaystyle n}-Vektor-Modells sind dann:
{\displaystyle n=0} – Self-Avoiding Walks (SAW)
{\displaystyle n=1} – das Ising-Modell
{\displaystyle n=2} – das (quantenmechanische) XY-Modell
{\displaystyle n=3} – das (quantenmechanische) Heisenberg-Modell.